# ВВС 9-й отдельной армии
Военно-воздушные силы 9-й отдельной армии (ВВС 9-й отдельной армии) — оперативное авиационное соединение времен Великой Отечественной войны.

## Формирование
ВВС 9-й отдельной армии сформированы 22 июня 1941 года на основе частей ВВС Одесского военного округа

## Переформирование
ВВС 9-й отдельной армии 25 июня 1941 года переименованы в ВВС 9-й армии в связи с переименованием 9-й отдельной армии в 9-ю армию согласно Директиве Ставки Верховного Главнокомандования частью сил вошли в состав ВВС Южного фронта.

## Командующий ВВС 9-й отдельной армии
- Генерал-майор авиации Мичугин Фёдор Георгиевич[2] с 22 июня 1941 года по 25 июня 1941 года

## В составе объединений
| Дата          | Фронт (округ)     |
| ------------- | ----------------- |
| 22.06.1941 г. | Южный фронт       |
| 25.06.1941 г. | ВВС Южного фронта |

## Участие в операциях и битвах
- Приграничные сражения в Молдавии — с 22 июня 1941 года по 25 июня 1941 года

## Части и отдельные подразделения ВВС армии
За весь период своего существования боевой состав ВВС армии претерпевал изменения, в различное время в её состав входили полки и дивизии:
| Период                  | Наименование                              |
| ----------------------- | ----------------------------------------- |
| 22.06.1941 — 25.06.1941 | 20-я смешанная авиационная дивизия        |
| 22.06.1941 — 25.06.1941 | 21-я смешанная авиационная дивизия        |
| 22.06.1941 — 25.06.1941 | 45-я смешанная авиационная дивизия        |
| 22.06.1941 — 25.06.1941 | 65-я истребительная авиационная дивизия   |
| 22.06.1941 — 25.06.1941 | 66-я истребительная авиационная дивизия   |
| 22.06.1941 — 25.06.1941 | 131-й истребительный авиационный полк ПВО |
| 22.06.1941 — 25.06.1941 | 317-й разведывательный авиационный полк   |

## Отличившиеся воины
- Карманов Афанасий Георгиевич, капитан, командир эскадрильи 4-го истребительного авиационного полка 20-й смешанной авиационной дивизии Военно-Воздушных Сил 9-й армии 27 марта 1942 года удостоен звания Герой Советского Союза. Посмертно.